# Капрони Ca.114
Капрони Ca.114 (итал. Caproni Ca.114) је једноседи италијански ловачки авион. Авион је први пут полетео 1933. године. 

Највећа брзина у хоризонталном лету је износила 355 km/h. Размах крила је био 10,5 метара а дужина 7,70 метара. Био је наоружан са три синхронизована митраљеза калибра 7,7 милиметара.

## Наоружање
| Наоружање авиона: Капрони      |     |
| Ватрено (стрељачко) наоружање  |     |
| Топ                            |     |
| Митраљез                       |     |
| Број и ознака митраљеза        | 3   |
| Калибар                        | 7,7 |
| Бомбардерско наоружање (бомбе) |     |
| Ракетно наоружање (ракете)     |     |